# Champagnac-de-Belair
Champagnac-de-Belair is een gemeente in het Franse departement Dordogne (regio Nouvelle-Aquitaine) en telt 736 inwoners (2004). De plaats maakt deel uit van het arrondissement Nontron.

## Geografie
De oppervlakte van Champagnac-de-Belair bedraagt 18,3 km², de bevolkingsdichtheid is 40,2 inwoners per km².
De onderstaande kaart toont de ligging van Champagnac-de-Belair met de belangrijkste infrastructuur en aangrenzende gemeenten.

## Demografie
Onderstaande figuur toont het verloop van het inwonertal (bron: INSEE-tellingen).